# الهرم (بني سويف)
قرية الهرم هي إحدى القرى التابعة لمركز الواسطى في محافظة بني سويف في جمهورية مصر العربية. حسب إحصاءات سنة 2006، بلغ إجمالي السكان في الهرم 8636 نسمة، منهم 4670 رجل و3966 امرأة.